# True Legend
Pour plus de détails, voir Fiche technique et Distribution.
True Legend est un film d’action et d’art martiaux chinois sorti en 2010 et réalisé par Yuen Woo-ping. Il est sorti en version 2D et 3D, étant d’ailleurs le premier film chinois en 3D.
Le film est considéré comme un grand échec au box-office en ne faisant que 6,82 millions de dollars de recettes pour un coût estimé à 20 millions de dollars.

## Synopsis
Su Can est un général d’armée qui sauve un prince d’une mort certaine. En récompense de son courage, Su demande au prince de nommer son frère Yuan(adopté avec sa sœur par le père de Su après avoir tué leur père) gouverneur de Hu Bei et de pouvoir prendre sa retraite afin de se consacrer à sa famille et au Wu-shu pour ouvrir une école. 
Quelques années plus tard, Su et sa femme (la sœur de Yuan) ont un enfant, Feng et quand Yuan revient les voir c’est pour se venger du père de Su qui avait tué son propre père car il avait été trop loin dans l'apprentissage d'une technique d'arts martiaux appelée « Les cinq poings venimeux ». Il kidnappe sa sœur et son neveu car il souhaite rester en famille. 
Su voyant son père mort, il part à la poursuite de Yuan mais pour cela il doit se battre avec les jumeaux de fer. Finalement il rattrape Yuan et se livre à un combat des plus difficiles : en effet son frère de lait s’est fait coudre à même la peau une armure le rendant presque invulnérable. En utilisant ses poings, Yuan porte un coup presque fatal à Su qui reste à terre. Au moment de l’achever, Feng supplie Yuan de l’épargner mais ce dernier le jette dans les rapides et Ying saute à son tour dans la rivière pour essayer de le sauver. 
Ying trouve dans la montagne de l’aide pour sauver son mari auprès de Sœur Yu. Les blessures de Su sont graves et mettent beaucoup de temps à guérir. Au début, Su est désespéré et se tourne vers l’alcool. Un jour, il rencontre le Dieu du Wu-shu et un vieux sage avec qui il s’entraîne. Mais Ying découvre qu’en fait il s’entraîne seul et que son mari a perdu l’esprit ; elle décide alors de partir seule sauver son fils resté aux mains de Yuan. 
Su s’en rend compte et part à son tour pour le palais. Un combat redoutable se joue entre Su et Yuan, mais, grâce à son entraînement dans la montagne, Su gagne et tue Yuan mais à cause de cela il arrive trop tard pour sauver sa femme Ying qui avait été enterrée vivante par les hommes de Yuan.  
Su a complètement sombré dans l’alcool et ne se console pas de la perte de sa bien-aimée. Il erre sans but avec son fils. Il rencontre un de ses anciens soldats, Ma, un maître de Kung Fu qui doit se dresser contre des occidentaux avides de sang sans foi ni loi. 
Su et Feng assistent au combat de Ma sur l’arène, et alors qu’un combattant s’apprête à tuer Ma, Feng intervient. Alors qu’il est sans défense, il appelle au secours son père qui se jette sur l’arène pour sauver son fils. Après une lutte acharnée, Su à demi-conscient a une vision de sa femme qui l’encourage à se relever. Il est déclaré vainqueur.

## Fiche technique
- Titre original : 蘇乞兒 (chinois traditionnel), 苏乞儿(chinois simplifié)
- Réalisation : Yuen Woo-ping
- Scénario : Chi-long To
- Musique : Shigeru Umebayashi
- Photographie : Zhao Xiaoding
- Montage : Wenders Li
- Production : Bill Kong et Zhang Zhenyang
- Société de distribution : Films Ltd Edko
- Pays de production :  Hong Kong
- Budget : 20 000 000 dollars américains
- Langue originale : cantonais
- Genre : Action
- Durée : 115 minutes
- Dates de sortie :
  - 9 février 2010 (Chine)
  - 11 février 2010 (Hong Kong)

## Distribution
- Vincent Zhao : Su Can
- Zhou Xun : Xiao Ying
- Jay Chou : Dieu de Wushu
- Michelle Yeoh : Yu Sister
- Andy Sur Lie : Yuan
- David Carradine : Anton
- Guo Xiaodong : Colonel Ma
- Feng Xiaogang : Pickpocket
- Cung Le : chef Milice
- Gordon Liu : vieux sage
- Bryan Leung : Wan Su-kun
- Jacky Heung : le prince impérial
- Ni Yan : propriétaire d'un bar
- Will Liu (en) : Iron Lad
- Luxia Jiang : Iron Maiden
- Conan Stevens : Malotoff

## DVD
Le DVD en Zone 2 sort le 25 octobre 2010 en Europe par Optimum Releasing.